# Acyphoderes odyneroides
Acyphoderes odyneroides är en skalbaggsart som beskrevs av White 1855. Acyphoderes odyneroides ingår i släktet Acyphoderes och familjen långhorningar.
Artens utbredningsområde är Surinam. Inga underarter finns listade i Catalogue of Life.